# Dién
A diének, régies nevükön diolefinek olyan szénhidrogének, melyekben kettő darab kettős kötés található a szénlánc szénatomjai között. Ha csak egy darab kettős kötés van a szénláncban, akkor a molekula az alkének csoportjába tartozik. A dién kifejezésben a di- előtag a kettős kötések számára utal.
Összegképletük: CnH2n−2

## A diének típusai
A diénekben található kettős kötések egymáshoz képesti elhelyezkedése alapján három típusú diént különböztetünk meg:
- kumulált dién – a két kettős kötés egymással szomszédos (az a szénatom, amely a két kettős kötéssel kapcsolódik a szomszédaihoz, sp hibridállapotú). A kumulált diének királisak is lehetnek, így optikai izomériát (allénizoméria) mutathatnak.
- konjugált dién – a szénláncban váltakozva fordul elő kettős, illetve egyes kötés, azaz a két kettős kötést egy egyes kötés választja el. (Ilyenkor az a négy szénatom, melyek egy-egy kettős kötéssel kapcsolódnak, szomszédosak, és mindegyik sp2 hibridállapotú.)
- izolált dién – a szénláncban a két kettős kötés között legalább két egyes kötés található (ami azt jelenti, hogy a két, egymáshoz kettős kötéssel kapcsolódó szénatompár között legalább egy sp3 hibridállapotú szénatom is van, így a két kettős kötés között nincs kölcsönhatás).

## Elnevezésük
A diének elnevezésének szabályai:
1. megszámozni a szénlánc szénatomjait (a leghosszabb szénláncot kell keresni, 1-esnek azt jelöljük, amelyikhez legközelebb esik egy leágazás)
2. először az oldalágakat jelöljük, a kapcsolódást biztosító szénatom számával és a kapcsolódó vegyületcsoport nevével (pl.: 2-metil)
3. ezt követi a szénlánc atomjainak megfelelő alkánokból származtatott név
4. a kettős kötéseket tartalmazó két szénatom számának jelölése
5. dién zárótag

Példa:
CH2 = CH – CH = CH2
elnevezése: buta-1,3-dién, mert az 1. és a 3. szénatomnál van a kettős kötés. Azért kapja a „buta” nevet, mert 4 szénatomja van (alkánsor 4. eleme pedig a bután).

## Gyakori diének
A legegyszerűbb dién a kumulált diének közé tartozó propadién vagy más néven allén. A konjugált diének legegyszerűbb képviselője a négy darab szénatomot tartalmazó butadién, amelynek pontos neve: buta-1,3-dién.
Másik gyakori dién az izoprén, melynek pontos neve: 2-metilbuta-1,3-dién.

## Tulajdonságaik
A diének halmazállapota a szénatomszámtól és a molekula alakjától függ. A több szénatom közelít a szilárd halmazállapothoz, de ezt a molekula alakja is befolyásolja. Ezt elemenként célszerű tárgyalni, általános szabály az előzőeken túlmenően nem határozható meg.
Polaritásukat tekintve általában apolárosak, mivel minden oldalról azonos az elektroneloszlás. Ha esetleg a molekula aszimmetrikus, akkor dipólus alakul ki.
A konjugált diénekben az elektronok delokalizáltan helyezkednek el az egyes szénatomok között. A butadién 1. és 2. szénatomja közötti kötéstávolság hosszabb, mint a monoalkének kettős kötésénél (134 helyett 136 pm), a 2. és 3. szénatom között pedig rövidebb, mint az alkánokban (154 pm helyett 147 pm), vagyis kissé elmosódik a határ „egyes” és „kettős” kötés között. A delokalizált π-kötésű elektronok miatt a konjugált diének könnyebben reakcióba lépnek, mint az izolált kettős kötést tartalmazó diének vagy a monoalkének.
Addíciós és polimerizációs reakciókra képesek.
Az addíciós reakció azt jelenti, hogy a dién egy másik molekulával melléktermék képződése nélkül egyesül.
A polimerizáció során az egyik kettős kötés telítődik, és melléktermék képződése nélkül egyesül a sok diénmolekula.

## Felhasználásuk
A diének legnagyobb részéből műkaucsuk készül.
A természetes kaucsuknak is az izoprén az építőköve (monomerje).
A diének előállítása történhet dehidrogénezéssel. Ez azt jelenti, hogy egy megfelelő szénatomszámú vegyületből hidrogént vonunk el, és így a szénláncban kialakulnak a kettős kötések.
A polimerizáció során keletkezett műkaucsuk melegben nyúlós, hidegben törékeny, nem rugalmas, mint a gumi. A nagyrugalmas tulajdonság a vulkanizálás során alakul ki.

## Jelentőségük
A diének jelentősége a gumigyártással áll összefüggésben.
Előbb a természetes kaucsuk összetételére támaszkodva, később attól elrugaszkodva is több műkaucsuk-előállítási lehetőséget dolgoztak ki. Ez nem csupán a kémia ipari alkalmazásának kedvező, hanem új kutatási módszerekhez is vezetett.
A diének kutatása vezetett oda, hogy ma a gumigyártásban széles körben alkalmazhatunk műkaucsukokat, a ruhagyártás és a különböző munkavédelmi termékek előállításában pedig szintén a  diénekkel kapcsolatos kutatások  segítették a vízhatlan eszközöket létrehozó technológiák fejlődését.